# Uvaria bipindensis
Uvaria bipindensis är en kirimojaväxtart som beskrevs av Adolf Engler. Uvaria bipindensis ingår i släktet Uvaria och familjen kirimojaväxter. Inga underarter finns listade i Catalogue of Life.